# Gennaro Langella

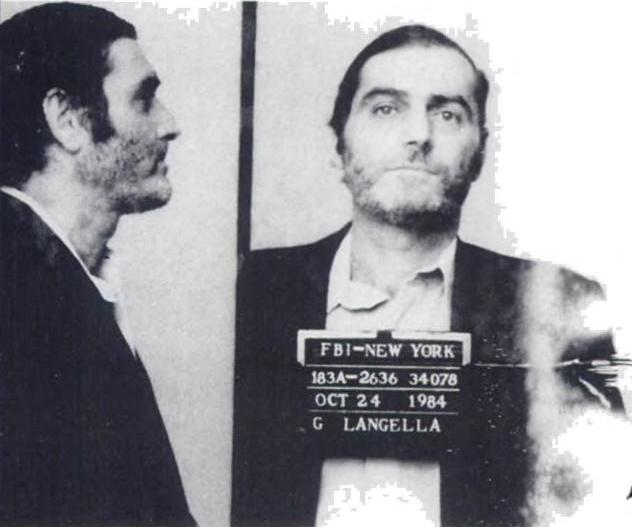
Gennaro Langella nach seiner Verhaftung (1984)

Gennaro "Gerry Lang" Langella (* 30. Dezember 1938 in New York City; † 15. Dezember 2013 in Springfield, Missouri) war ein amerikanischer Mobster der Colombo-Familie. In den 1970ern bis Anfang der 1980er Jahre galt Langella als eine der wichtigsten Personen seiner Organisation. Als treuer Weggefährte vom damaligen Boss Carmine Persico zog Gerry Lang als Vertretung die Strippen in der Familie für den im Gefängnis einsitzenden Persico und agierte als dessen Vermittler. Nach seiner Verurteilung im Jahr 1985 saß er bis zu seinem Lebensende im Gefängnis.
Das Wirtschaftsmagazin Fortune listete Langella im Jahr 1986 in der Liste der 50 einflussreichsten und wohlhabendsten Mobster auf dem 4. Platz.

## Biografie
Langella wurde 1938 als Kind von italienischen Einwanderern der ersten Generation in New York City geboren, seine Eltern stammten aus der Region Kampanien. Unklar ist, wann er als vollwertiges Mitglied (Made Man) in die Colombo-Familie aufgenommen wurde, doch war er früh schon eng mit Carmine Persico befreundet, welcher später der Boss der Organisation werden sollte. So stieg er, begüngstigt durch Persicos Ernennung zum Oberhaupt der Colombos schnell in der streng hierarchisch geregelten Mafia auf und wurde 1973 schließlich zum Underboss bzw. Acting Boss, nachdem Persico im selben Jahr eine achtjährige Haftstrafe antreten musste.
Im Namen von Carmine Persico kontrollierte Langella mehrere Geschäftsfelder, in denen die Colombo-Familie aktiv war, diese beinhalteten Gewerkschaftskorruption, Schutzgelderpressung und die Baubranche.
Als eine zentrale Figur in seiner Gang war Langella auch von großem Interesse für das FBI, welche, um ihn verurteilen zu können, eine Wanze in seinem Lieblingsrestaurant Casa Storta installierte, wo Langella beim Dinner mit anderen Mafiosi ganz offen über Details der Geschäfte, in die die Colombos verwickelt waren, sprach.
Anfang der 1980er Jahre bekam Langella Wind vom Vorhaben des FBI, seine Verurteilung vorzubereiten und tauchte daher unter. Um nicht erkannt zu werden, änderte er seinen Kleidungsstil und ließ sich einen Bart wachsen. Nachdem ein Informant dem FBI Langellas Aufenthaltsort verriet, konnte er 1984 schließlich verhaftet werden. 
Nach drei Gerichtsverfahren in den Jahren 1985, 1986 und 1987 wurde Gerry Lang aufgrund der erdrückenden Beweislast gegen ihn zu insgesamt 165 Jahren Gefängnis ohne Aussicht auf frühzeitige Entlassung verurteilt und verstarb am 15. Dezember 2013 in Haft.

## Persönlichkeit
Mafiaexperte und Journalist Selwyn Raab beschreibt Langella in seinem Buch Five Families als einen arroganten, rücksichtslosen Kredithai, der sich gerne in teuren, eleganten Anzügen kleidete und Wert auf sein äußeres Erscheinungsbild legte. Als weniger elegant galt jedoch seine Ausdrucksweise: Beim Reden nutzte Langella viele Ausdrücke und ließ sich regelmäßig herablassend über andere in der Mafia aktiven Personen aus.